# Francis Dhanis
Francis Ernest Joseph Marie Dhanis, (Londen, 11 maart 1862 - Brussel, 13 november 1909) was een Belgisch koloniaal officier die het bevel voerde over de Force Publique in de Onafhankelijke Congostaat.

## Biografie

### Jonge jaren
Francis-Ernest-Joseph-Marie Dhanis werd op 13 mei 1862 in Londen geboren als de zoon van de Belgische diplomaat Joseph Dhanis en de Ierse Brigitte Maher. De eerste zeven jaar van zijn leven bracht hij door in Groot-Brittannië, daarna verhuisde hij met zijn familie naar Sint Niklaas-Waas, hoewel de wortels van de familie Dhanis in Antwerpen lagen (zijn grootvader was Antoine Dhanis van Cannart). Over zijn jeugdjaren in Groot-Brittannië en België is niet veel geweten.
Op 21 september 1880 begon Dhanis zijn militaire carrière bij het regiment van de genietroepen. In dezelfde periode gaf hij een stenografisch tijdschriftje uit met de titel Le Globe Stenographique. Twee jaar later, op 20 maart 1882, werd hij in de graad van korporaal toegelaten tot de École militaire, waar hij in mei 1884 als onderluitenant afstudeerde.

### Militaire dienst

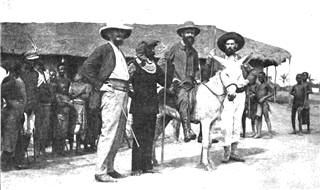
Francis Dhanis op een ezel in een Congolees dorp

In 1884 trad Francis Dhanis in dienst van de Association internationale africaine en vertrok met de tweede expeditie van Jérôme Becker naar Congo.
Dhanis bond de strijd aan met de afro-Arabische slavenhandelaars uit Zanzibar en veroverde na felle gevechten hun uitvalbasissen Nyangwe en Kasongo (1892). De vernietiging van deze twee belangrijke handelscentra bracht hen een beslissende slag toe. Hiervoor werd hij in 1894 door Koning Leopold II tot baron geslagen.
In 1896 werd hij vice-gouverneur-generaal en commandant van de Oostprovincie. Hij trok met een grote legermacht naar het noordoosten van Congo om van daaruit door te stoten naar Zuid-Soedan. De slecht voorbereide expeditie baande zich hongerend en plunderend een weg door het land. Er brak muiterij uit en de veldtocht werd afgebroken. Een Franse pater vernam van een van de rebellenleiders dat de wrok tegen Dhanis groot was en dat hij Fimbo Nyingi genoemd werd ("Veel stokslagen").
In 1899 keerde hij terug naar Europa. Hij werd regeringsafgevaardigde in de Compagnie du chemin de fer du Congo Supérieur aux Grands Lacs africains.
Baron Dhanis stierf, uitgeput na jaren van hevige koortsaanvallen, op 13 november 1909 aan een bloedvergiftiging. Hij werd begraven op het kerkhof van Sint-Joost-ten-Noode.

## Onderscheidingen
Francis Dhanis werd voor zijn bewezen diensten in Congovrijstaat onderscheiden met diverse eretekens en medailles:
- ridder in de Orde van de Afrikaanse Ster
- officier in de Koninklijke Orde van de Leeuw
- Dienstster (1889)
- Medaille de la campagne arabe
- Baron (1894)
- ridder in de Leopoldsorde
- Militair Kruis, 2e klasse
- Herinneringsmedaille aan de Regeerperiode van Leopold II
- Koninklijke Orde van het Zwaard van Zweden

## Monument
In oktober 1913 werd een monument ingehuldigd voor Majoor Dhanis op de Amerikalei in Antwerpen. Het blad Ons Volk Ontwaakt gaf een enthousiaste beschrijving: Met omhoog geheven geweer – dat de macht en de moed verzinnebeeldt – aanhoort Baron Dhanis de overgaaf van een Arabisch opperhoofd, dat ootmoedig aan zijne voeten ligt neergeknield. Maar de overwinnaar beteugelt de drift zijner vervoering om, met een beschermend gebaar, de dankbare hulde hem door den vrijgemaakten Afrikaan aangeboden, te ontvangen, onder de vorm van een klein kind, zinnebeeld van de glansrijke toekomst die Kongo tegemoet gaat.
Na vele omzwervingen staan de restanten van het monument momenteel in het openluchtdepot van het Middelheimmuseum. Enkel het beeld van Dhanis en de knielende Arabier zijn bewaard gebleven. De naakte Afrikaanse met kind werd in 2001 gestolen. Het beeld van Dhanis mist vandaag een linkerarm.

## Stoomboot

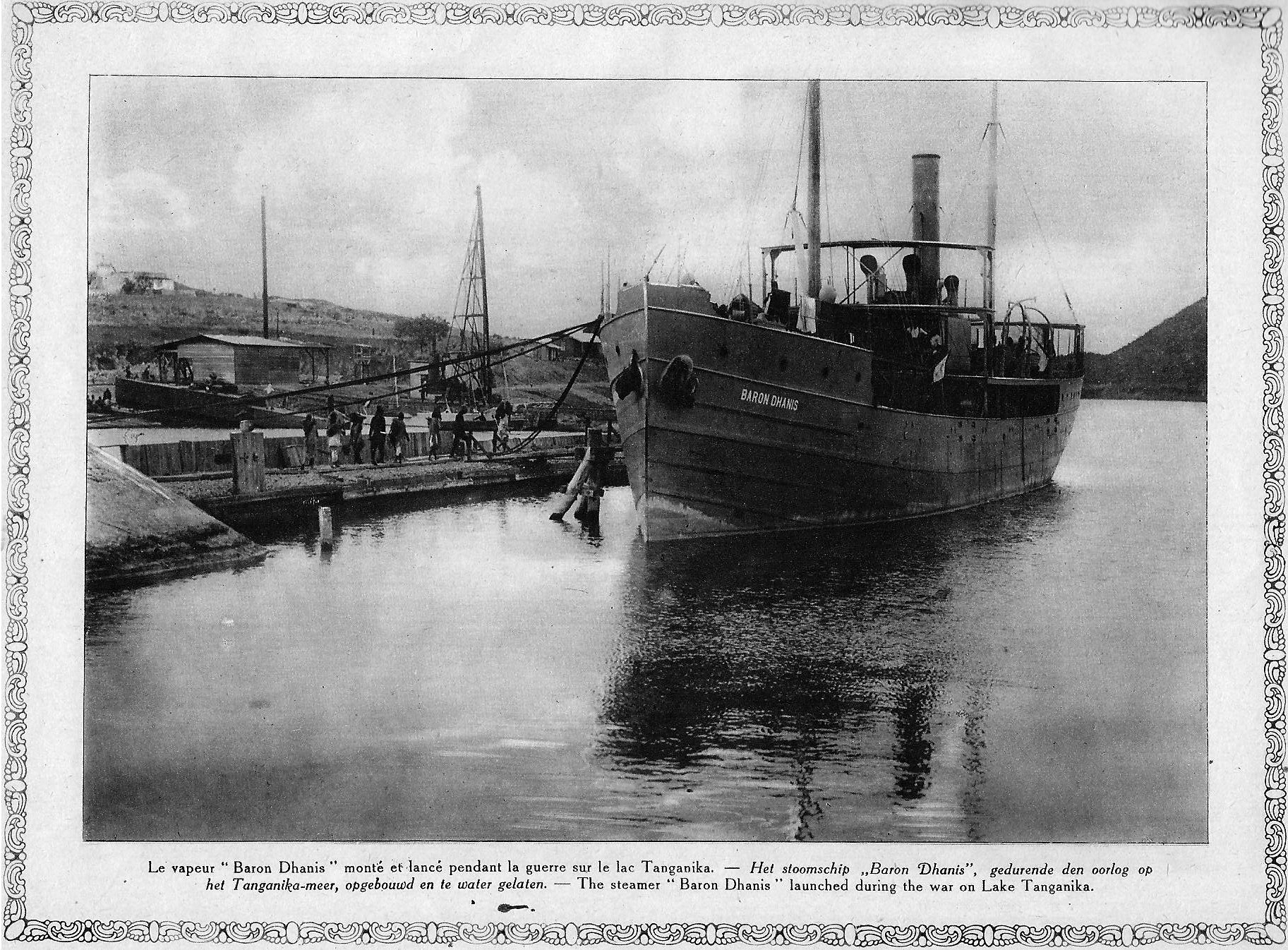
Stoomboot Baron Dhanis

Ter ere van Francis Dhanis werd in 1913 op de Antwerpse scheepswerf Cockerill Yards de naar hem genoemde stoomboot Baron Dhanis gebouwd. Het 55 meter lange polyvalente bevoorradingsschip werd in het Congolese Kalemie afgewerkt en in 1916 te water gelaten in het Tanganyikameer waar hij in dienst stond van de Belgische zeemacht.